# Concerto no 2 pour trompette de Jolivet
Pour les articles homonymes, voir Concerto pour trompette (homonymie).
Le Concerto no 2 pour trompette, instruments à vent, piano et percussion est un concerto d'André Jolivet. Composé en 1954, il fut créé à Vichy le 5 septembre 1956 avec le trompettiste Raymond Tournesac sous la direction de Louis de Froment.

## Présentation
Considéré comme le deuxième concerto pour trompette écrit par Jolivet, puisque précédé par le Concertino pour trompette, orchestre à cordes et piano, le Concerto pour trompette, instruments à vent, piano et percussion est composé en 1954 et créé le 5 septembre 1956 à Vichy par le trompettiste Tournesac sous la direction de Louis de Froment.
L'effectif instrumental requiert un orchestre sans cordes (sauf une contrebasse) ne comprenant que les bois, deux saxophones, une harpe, un piano et quatorze instruments à percussion.
L’œuvre, d'une durée moyenne d'exécution de vingt-cinq minutes environ, est composée de trois mouvements :
1. Mesto-Concitato ;
2. Grave ;
3. Giocoso.

Surnommé par Jolivet, à l'instar de son Concertino, « ballet pour trompette » (selon le mot de Marcel Beaufils), le Concerto no 2 pour trompette, instruments à vent, piano et percussion a effectivement inspiré plusieurs chorégraphies.